# Parigi-Nizza 2016
La Parigi-Nizza 2016 è stata la settantaquattresima edizione della corsa, valida come seconda prova dell'UCI World Tour 2016, svoltasi dal 6 al 13 marzo 2016 su un percorso di 1 290,8 km, suddiviso in un prologo e sette tappe con partenza da Conflans-Sainte-Honorine e arrivo a Nizza. La vittoria finale fu appannaggio dell'inglese Geraint Thomas, che portò a termine la corsa con il tempo totale di 27 ore, 26 minuti e 40 secondi, alla media di 40,97 km/h.

## Percorso
L'edizione 2016 della Parigi-Nizza inizia con un prologo a cronometro individuale a Conflans-Sainte-Honorine, 24 km da Parigi, il 6 marzo 2016.
Prima tappa arrivo a Vendôme, dove vi sono due tratti di strada sterrata nel circuito finale nei pressi della città. Dalla seconda alla quarta tappa la corsa si svolge lungo e nel Massiccio Centrale su terreno pianeggiante o collinare. Nella quinta tappa il gruppo si dirige verso la Provenza, salendo fino a Chalet Reynard a metà tappa e arrivando a Salon-de-Provence, vicino alla costa mediterranea. Chalet Reynard, a 1 440 m di altitudine, sulle pendici del Mont Ventoux, è il punto più alto della gara e potrebbe essere coperto di neve ai primi di marzo. La corsa si trasferisce poi a Nizza per le ultime e decisive due tappe. La tappa numero sei inizia a Nizza e termina in cima alla salita de La Madone d'Utelle, lunga 15 km con una pendenza media del 5,7%. La settima e ultima tappa è il 13 marzo, su un circuito collinare intorno a Nizza e con il Col d'Èze come salita finale dell'edizione. La gara finisce sull'illustre Promenade des Anglais di Nizza, di fronte al mare della Costa Azzurra.

## Tappe
| Tappa  | Data     | Percorso                                      | km      | Vincitore di tappa | Leader cl. generale |
| ------ | -------- | --------------------------------------------- | ------- | ------------------ | ------------------- |
| Pr.    | 6 marzo  | Conflans-Sainte-Honorine (cron. individuale)  | 6,1     | Michael Matthews   | Michael Matthews    |
| 1ª     | 7 marzo  | Condé-sur-Vesgre > Vendôme                    | 195     | Arnaud Démare      | Michael Matthews    |
| 2ª     | 8 marzo  | Contres > Commentry                           | 214     | Michael Matthews   | Michael Matthews    |
| 3ª     | 9 marzo  | Cusset > Mont Brouilly                        | 165,5   | annullata          | annullata           |
| 4ª     | 10 marzo | Juliénas > Romans-sur-Isère                   | 193,5   | Nacer Bouhanni     | Michael Matthews    |
| 5ª     | 11 marzo | Saint-Paul-Trois-Châteaux > Salon-de-Provence | 198     | Aleksej Lucenko    | Michael Matthews    |
| 6ª     | 12 marzo | Nizza > La Madone d'Utelle                    | 177     | Il'nur Zakarin     | Geraint Thomas      |
| 7ª     | 13 marzo | Nizza > Nizza                                 | 141     | Tim Wellens        | Geraint Thomas      |
| Totale | Totale   | Totale                                        | 1 136,8 |                    |                     |

## Squadre partecipanti
Prendono parte alla competizione 22 squadre: oltre alle 18 formazioni con licenza UCI World Tour, partecipanti di diritto, sono state invitate 4 squadre UCI Professional Continental, Cofidis, Direct Énergie, Delko-Marseille Provence-KTM e Fortuneo-Vital Concept.
| NN.     | Cod. | Squadra          |
| ------- | ---- | ---------------- |
| 1-8     | BMC  | BMC Racing Team  |
| 11-18   | KAT  | Team Katusha     |
| 21-28   | LAM  | Lampre-Merida    |
| 31-38   | SKY  | Team Sky         |
| 41-48   | LTS  | Lotto-Soudal     |
| 51-58   | ALM  | AG2R La Mondiale |
| 61-68   | OGE  | Orica-GreenEDGE  |
| 71-78   | TNK  | Tinkoff          |
| 81-88   | EQS  | Etixx-Quick Step |
| 91-98   | FDJ  | FDJ              |
| 101-108 | MOV  | Movistar Team    |

| NN.     | Cod. | Squadra                      |
| ------- | ---- | ---------------------------- |
| 111-118 | AST  | Astana Pro Team              |
| 121-128 | TGA  | Team Giant-Alpecin           |
| 131-138 | COF  | Cofidis, Solutions Crédits   |
| 141-148 | CPT  | Cannondale Pro Cycling Team  |
| 151-158 | TFS  | Trek-Segafredo               |
| 161-168 | DEN  | Direct Énergie               |
| 171-178 | DDD  | Team Dimension Data          |
| 181-188 | TLJ  | Team Lotto NL-Jumbo          |
| 191-198 | IAM  | IAM Cycling                  |
| 201-208 | FVC  | Fortuneo-Vital Concept       |
| 211-218 | DMP  | Delko-Marseille Provence-KTM |

## Dettagli delle tappe

### Prologo
- 6 marzo: Conflans-Sainte-Honorine – Cronometro individuale – 6,1 km

Risultati
| Pos. | Corridore        | Squadra    | Tempo |
| ---- | ---------------- | ---------- | ----- |
| 1    | Michael Matthews | Orica      | 7'39" |
| 2    | Tom Dumoulin     | Giant      | a 1"  |
| 3    | Patrick Bevin    | Cannondale | a 2"  |

| Pos. | Corridore        | Squadra    | Tempo |
| ---- | ---------------- | ---------- | ----- |
| 1    | Michael Matthews | Orica      | 7'39" |
| 2    | Tom Dumoulin     | Giant      | a 1"  |
| 3    | Patrick Bevin    | Cannondale | a 2"  |

### 1ª tappa
- 7 marzo: Condé-sur-Vesgre > Vendôme – 195 km

Risultati
| Pos. | Corridore      | Squadra | Tempo    |
| ---- | -------------- | ------- | -------- |
| 1    | Arnaud Démare  | FDJ     | 4h29'53" |
| 2    | Ben Swift      | Sky     | s.t.     |
| 3    | Nacer Bouhanni | Cofidis | s.t.     |

| Pos. | Corridore        | Squadra    | Tempo    |
| ---- | ---------------- | ---------- | -------- |
| 1    | Michael Matthews | Orica      | 4h37'30" |
| 2    | Tom Dumoulin     | Giant      | a 3"     |
| 3    | Patrick Bevin    | Cannondale | a 4"     |

### 2ª tappa
- 8 marzo: Contres > Commentry – 214 km

Risultati
| Pos. | Corridore         | Squadra | Tempo    |
| ---- | ----------------- | ------- | -------- |
| 1    | Michael Matthews  | Orica   | 5h04'26" |
| 2    | Niccolò Bonifazio | Trek    | s.t.     |
| 3    | Nacer Bouhanni    | Cofidis | s.t.     |

| Pos. | Corridore        | Squadra    | Tempo    |
| ---- | ---------------- | ---------- | -------- |
| 1    | Michael Matthews | Orica      | 9h41'46" |
| 2    | Tom Dumoulin     | Giant      | a 14"    |
| 3    | Patrick Bevin    | Cannondale | a 19"    |

### 3ª tappa
- 9 marzo: Cusset > Mont Brouilly – 165,5 km

Annullata a causa del maltempo

### 4ª tappa
- 10 marzo: Juliénas > Romans-sur-Isère – 193,5 km

Risultati
| Pos. | Corridore      | Squadra      | Tempo    |
| ---- | -------------- | ------------ | -------- |
| 1    | Nacer Bouhanni | Cofidis      | 4h42'29" |
| 2    | Edward Theuns  | Trek         | s.t.     |
| 3    | André Greipel  | Lotto-Soudal | s.t.     |

| Pos. | Corridore        | Squadra    | Tempo     |
| ---- | ---------------- | ---------- | --------- |
| 1    | Michael Matthews | Orica      | 14h24'15" |
| 2    | Tom Dumoulin     | Giant      | a 14"     |
| 3    | Patrick Bevin    | Cannondale | a 19"     |

### 5ª tappa
- 11 marzo: Saint-Paul-Trois-Châteaux > Salon-de-Provence – 198 km

Risultati
| Pos. | Corridore          | Squadra | Tempo    |
| ---- | ------------------ | ------- | -------- |
| 1    | Aleksej Lucenko    | Astana  | 5h00'26" |
| 2    | Alexander Kristoff | Katusha | a 21"    |
| 3    | Michael Matthews   | Orica   | s.t.     |

| Pos. | Corridore        | Squadra | Tempo     |
| ---- | ---------------- | ------- | --------- |
| 1    | Michael Matthews | Orica   | 19h24'58" |
| 2    | Aleksej Lucenko  | Astana  | a 6"      |
| 3    | Tom Dumoulin     | Giant   | a 18"     |

### 6ª tappa
- 12 marzo: Nizza > La Madone d'Utelle – 177 km

Risultati
| Pos. | Corridore        | Squadra | Tempo    |
| ---- | ---------------- | ------- | -------- |
| 1    | Il'nur Zakarin   | Katusha | 4h45'11" |
| 2    | Geraint Thomas   | Sky     | s.t.     |
| 3    | Alberto Contador | Tinkoff | a 1"     |

| Pos. | Corridore        | Squadra | Tempo     |
| ---- | ---------------- | ------- | --------- |
| 1    | Geraint Thomas   | Sky     | 24h10'26" |
| 2    | Alberto Contador | Tinkoff | a 15"     |
| 3    | Il'nur Zakarin   | Katusha | a 20"     |

### 7ª tappa
- 13 marzo: Nizza > Nizza – 141 km

Risultati
| Pos. | Corridore        | Squadra      | Tempo    |
| ---- | ---------------- | ------------ | -------- |
| 1    | Tim Wellens      | Lotto-Soudal | 3h16'09" |
| 2    | Alberto Contador | Tinkoff      | s.t.     |
| 3    | Richie Porte     | BMC          | s.t.     |

| Pos. | Corridore        | Squadra | Tempo     |
| ---- | ---------------- | ------- | --------- |
| 1    | Geraint Thomas   | Sky     | 27h26'40" |
| 2    | Alberto Contador | Tinkoff | a 4"      |
| 3    | Richie Porte     | BMC     | a 12"     |

## Evoluzione delle classifiche
| Tappa              | Vincitore          | Classifica generale Maglia gialla | Classifica a punti Maglia verde | Classifica scalatori Maglia a pois | Classifica a squadre Numero giallo |
| ------------------ | ------------------ | --------------------------------- | ------------------------------- | ---------------------------------- | ---------------------------------- |
| Pr.                | Michael Matthews   | Michael Matthews                  | Michael Matthews                | non assegnata                      | Movistar Team                      |
| 1ª                 | Arnaud Démare      | Michael Matthews                  | Michael Matthews                | Jon Izagirre                       | Movistar Team                      |
| 2ª                 | Michael Matthews   | Michael Matthews                  | Michael Matthews                | Jon Izagirre                       | Movistar Team                      |
| 3ª                 | annullata          | Michael Matthews                  | Michael Matthews                | Jon Izagirre                       | Movistar Team                      |
| 4ª                 | Nacer Bouhanni     | Michael Matthews                  | Michael Matthews                | Evaldas Šiškevičius                | Movistar Team                      |
| 5ª                 | Aleksej Lucenko    | Michael Matthews                  | Michael Matthews                | Jesús Herrada                      | Astana Pro Team                    |
| 6ª                 | Il'nur Zakarin     | Geraint Thomas                    | Michael Matthews                | Antoine Duchesne                   | Team Sky                           |
| 7ª                 | Tim Wellens        | Geraint Thomas                    | Michael Matthews                | Antoine Duchesne                   | Movistar Team                      |
| Classifiche finali | Classifiche finali | Geraint Thomas                    | Michael Matthews                | Antoine Duchesne                   | Movistar Team                      |

Maglie indossate da altri ciclisti in caso di due o più maglie vinte
- Nella 1ª tappa Tom Dumoulin ha indossato la maglia verde al posto di Michael Matthews.
- Dalla 2ª alla 4ª tappa Arnaud Démare ha indossato la maglia verde al posto di Michael Matthews.
- Dalla 5ª alla 6ª tappa Nacer Bouhanni ha indossato la maglia verde al posto di Michael Matthews.

## Classifiche finali

### Classifica generale - Maglia gialla
| Pos. | Corridore        | Squadra      | Tempo     |
| ---- | ---------------- | ------------ | --------- |
| 1    | Geraint Thomas   | Sky          | 27h26'40" |
| 2    | Alberto Contador | Tinkoff      | a 4"      |
| 3    | Richie Porte     | BMC          | a 12"     |
| 4    | Il'nur Zakarin   | Katusha      | a 20"     |
| 5    | Jon Izagirre     | Movistar     | a 37"     |
| 6    | Sergio Henao     | Sky          | a 44"     |
| 7    | Simon Yates      | Orica        | s.t.      |
| 8    | Tony Gallopin    | Lotto-Soudal | a 51"     |
| 9    | Romain Bardet    | AG2R         | a 1'00"   |
| 10   | Rui Costa        | Lampre       | a 1'07"   |

### Classifica a punti - Maglia verde
| Pos. | Corridore        | Squadra | Punti |
| ---- | ---------------- | ------- | ----- |
| 1    | Michael Matthews | Orica   | 53    |
| 2    | Alberto Contador | Tinkoff | 23    |
| 3    | Ben Swift        | Sky     | 22    |
| 4    | Aleksej Lucenko  | Astana  | 18    |
| 5    | Geraint Thomas   | Sky     | 18    |

### Classifica scalatori - Maglia a pois
| Pos. | Corridore           | Squadra      | Punti |
| ---- | ------------------- | ------------ | ----- |
| 1    | Antoine Duchesne    | Direct       | 78    |
| 2    | Jesús Herrada       | Movistar     | 51    |
| 3    | Thomas De Gendt     | Lotto-Soudal | 49    |
| 4    | Arnaud Courteille   | FDJ          | 20    |
| 5    | Evaldas Šiškevičius | Delko        | 18    |

### Classifica a squadre - Numero giallo
| Pos. | Squadra                     | Tempo     |
| ---- | --------------------------- | --------- |
| 1    | Movistar Team               | 82h30'40" |
| 2    | Astana Pro Team             | a 41"     |
| 3    | Team Sky                    | a 3'01"   |
| 4    | Cannondale Pro Cycling Team | a 5'33"   |
| 5    | AG2R La Mondiale            | a 10'53"  |